# Bubba ’n’ Stix
Bubba 'n' Stix  — видеоигра в жанре платформер, разработанная и изданная компанией Core Design для игровых платформ Amiga, Amiga CD 32 и Sega Mega Drive/Genesis в 1994 году.

## Обзор игры

Кадр из первого уровня версии для Sega Mega Drive

Герой игры — паренёк по имени Бубба (англ. Bubba). Однажды в зоопарке, где он работает, появляется корабль инопланетян. Пришельцы похищают его, чтобы поместить вместе с жителями других планет в зоопарк на своей планете. Корабль пришельцев терпит крушение, и Бубба со своим другом, напоминающим палку, инопланетянин Стикс (англ. Stix), оказываются в неизвестном мире, похожем на земной. Вместе они должны найти способ вернуться домой.
Уровни построены с применением двухмерной графики. Для прокрутки игровых экранов используется горизонтальный сайд-скроллинг. Спрайты персонажей размещаются в локациях, созданных на основе тайловой графики.
В игре представлено пять больших уровней (лес, корабль пришельцев, вулкан, подводный храм и космический аэропорт), на которых находится большое количество врагов и ловушек; иногда встречаются потайные комнаты с полезными предметами. Бубба с помощью Стикса может атаковать врагов, взбираться на возвышенности и перемещать различные предметы. Также по ходу игры нужно решать логические задачи (например, сбросить сверху камень, чтобы добраться до недоступной платформы).

## Оценки
Игра получила достаточно высокие оценки критиков. К примеру, журнал All Game Guide оценил версию для Sega Genesis в 4,5 балла из 5. При этом другой журнал — EGM — выставил этой же версии оценку 6,8 баллов из 10.